# Пушкинская улица (Санкт-Петербург)
Пу́шкинская у́лица — улица в Центральном районе Санкт-Петербурга. Проходит от Невского проспекта до Кузнечного переулка. Далее продолжается Коломенской улицей.

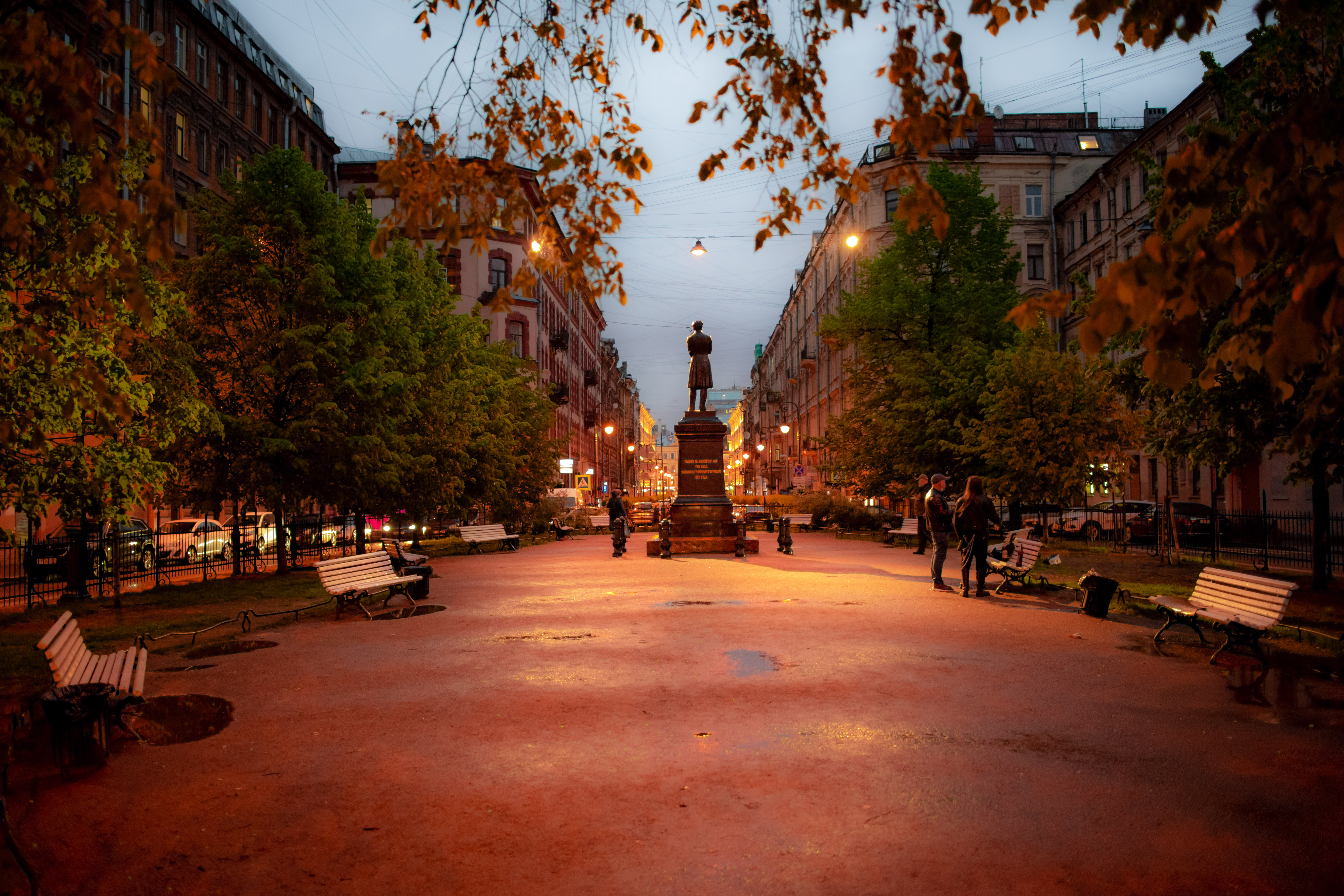
Памятник Пушкина в сквере на Пушкинской улице

## История
На плане 1776 года обозначена Песчаная улица, пролегавшая приблизительно на месте существующей сейчас Пушкинской улицы. Начиналась она от Невского проспекта и заканчивалась тупиком за Лиговским переулком. Название связано с характером местности.
На плане 1798 года обозначена как Песочная улица. Позже, до 1870-х годов, здесь были разбиты огороды. Этот участок между Лиговкой и Грязной улицей носил название «дача Лопатина». Соответственно, проезда на этом месте не было. История указанного короткого первоначального проезда не имеет ничего общего с существующей Пушкинской улицей и её застройкой.
По завершении строительства Николаевской железной дороги (1851) «дача Лопатина» стала привокзальной территорией.
Новый проезд — «вновь предполагаемая улица», перпендикулярный Невскому проспекту, возник в 1874 году, по решению Городской думы. С обеих сторон новой улицы было выделено 20 земельных участков. Застройкой их занималась вновь созданная акционерная компания «Мальцев и Ко». Будущие домовладельцы приобретали сразу по нескольку участков, некоторые из них были оформлены в совместное владение. Многие из них служили при императорском дворе и были связаны дружескими узами. 7 марта 1880 года официально утверждено название Компанейская улица, связанное с тем, что улица устроена компанией нескольких лиц.
22 августа 1881 года императором Александром III подписано повеление о переименовании Компанейской улицы в Пушкинскую в память А. С. Пушкина. В конце 1881 года на улице был установлен гипсовый бюст А. С. Пушкина. В следующем году его сменила копия бюста работы И. Витали, скульптор работал над ним вскоре после смерти поэта, по отзывам тех, кто знал Пушкина, портрет отличался большим сходством.
Название улицы и её историческая застройка сохранились до настоящего времени. Все здания Пушкинской улицы были возведены приблизительно в одно время, поэтому она отличается стилистическим единством архитектурного комплекса.
В конце XX века три дома на Пушкинской улице приобрели официальный статус региональных памятников. Так,  в доме № 1 в квартире Л. Мартова в середине февраля 1897 года под руководством В. И. Ленина состоялось совещание членов петербургского «Союза борьбы за освобождение рабочего класса». В доме № 14 жил и умер астроном Ф. А. Бредихин. Третий дом — доходный дом фон Таубе (№ 20).
После выхода в 1999 году первого издания книги петербургского краеведа С. Н. Масика о Пушкинской улице Комитет по государственному контролю, использованию и охране памятников истории и культуры Санкт-Петербурга внёс в  "Список вновь выявленных объектов, представляющих историческую, научную, художественную или иную культурную ценность" все остальные 17 домов по Пушкинской улице. "Список вновь выявленных объектов" утвержден Приказом Комитета №15 20 февраля 2001 года. В 2002 - 2003 гг. С. Н. Масиком и Клубом Пушкинской улицы впервые в городе был поднят вопрос о неудовлетворительном состоянии фасадов домов 3, 4, 5, 6, 7, 8, 12, 16, 18, 19, 20 и о здоровьесбережении пешеходов. В 2003 году соответствующими службами на ряде зданий была удалена слабодержащаяся штукатурка.
С 1 июня 2004 года по 30 июля 2004 года коллективом экспертов под руководством профессора В. Г. Лисовского проводилась экспертиза по выявленным объектам культурного наследия. По итогам работы эксперты сделали следующие выводы по отношению к домам № 15, 16 и 17 по Пушкинской улице: "Рекомендовать исключить из списка выявленных объектов культурного наследия".
В последние годы городские ремонтные и реставрационные предприятия ведут активную планомерную работу по сохранению исторических фасадов домов Пушкинской улицы. К октябрю 2026 года будут отреставрированы фасады домов № 13 и 17.

## Примечательные здания и сооружения
- Дом № 1 — доходный дом А. П. Шувалова (М. С. Мальцевой), 1874 г., архитектор П. Ю. Сюзор. Это здание стало первым из восьми доходных домов на Пушкинской улице, возведённых по проекту Сюзора[20][21].  7830393000
- Дом № 2 — доходный дом А. П. Шувалова (П. Д. Мальцева), 1874 г., архитектор П. Ю. Сюзор[22].  4700000195
  - Эта пара домов, расположенных друг против друга, образует нечто вроде пропилеев, оформляющих въезд на улицу[23].
- Дом № 3 — доходный дом А. П. Шувалова (Гершельмана, Брока, Адельсона, П. Ю. Сюзора), 1878 г., архитектор П. Ю. Сюзор.  7830394000
- Дом № 4 — доходный дом Д. А. Поливанова, 1876—1878, 1881, архитектор В. И. Славянский.  7830395000
- Дом № 5 — доходный дом А. П. Шувалова (1878, архитектор П. Ю. Сюзор).
- Дом № 6 — доходный дом Павловских (1878, архитектор П. Ю. Сюзор).
- Дом № 6, литера А — доходный дом Дмитрия Андреевича Поливанова, был построен в 1877 году по проекту архитектора Владимира Ивановича Славянского в эклектичном стиле[24].
- Дом № 7 — доходный дом А. П. Шувалова (1877, архитектор П. Ю. Сюзор).
- Дом № 8 — доходный дом Н. Н. Балкашиной, 1877—1878, архитектор В. И. Славянский[25]. Наталья Николаевна Балкашина была дочерью инженера путей сообщения Николая Поливанова, её супруг, статский советник Николай Иванович Балкашин, был владельцем завода по производству извести. От их наследников около 1910 года здание перешло к архитектору Павлу Алишу[26].  7830399000
- Дом № 9 — дом Российского общества застрахования капиталов и доходов «Жизнь» (Р. К. Сан-Галли), 1877—1878, архитектор К. К. Рахау.  7830401000
- Дом № 10 — доходный дом А. П. Шувалова (П. Д. и М. С. Мальцевых), 1878—1879, архитектор Х. Х. Тацки. Стиль эклектика.  7830400000 В доме в кв. 26 с 1884 по 1893 год жила П. А. Стрепетова (в 2001 году установлена мемориальная доска, скульптор Г. Ястребенецкий, архитектор С. Одновалов)[27]. В 1912 году в доме открылось издательство символистов «Сирин», где собирались художники и писатели, среди них Александр Блок, Валерий Брюсов, Фёдор Сологуб. В начале 1906 года в квартире 18 Ленин участвовал в партийном собрании. Расселён для капитального ремонта в 1984 году, затем был создан арт-центр «Пушкинская-10». В настоящее время занимает часть здания, а корпус, выходящий на Пушкинскую, снова стал жилым[28].
- Дом № 11 — доходный дом Орловых (1879—1880, архитекторы А. Ф. Красовский и В. Р. Курзанов).
- Дом № 12 / Лиговский переулок, 2 — доходный дом П. К. Симонова, 1876, архитектор П. Ю. Сюзор.  7830404000
- Дом № 13 — доходный дом М. П. Зейлигера (Н. Н. Целибеева), 1877, архитектор П. Ю. Сюзор[29].  7830405000
- Дом № 14 / Лиговский переулок, 1 — доходный дом Н. А. Кастериной, 1876 г., архитектор П. Ю. Сюзор. В этом здании с 1899 по 1904 год жил астроном Ф. А. Бредихин.  7830406000
- Дом № 15, литера А — доходный дом И. А. Афанасьева, 1880 г., первые чертежи датированы 1876 годом, архитектор Эммануил Юргенс. Афанасьеву принадлежал также соседний дом № 17, управляющим обоими зданиями был зять владельца Николай Семёнович Иванов. В 1903—1905 годах в здании жил военный инженер А. П. Иванов, а с 1898 по 1910 — гражданский инженер А. С. Тихонов[30].  7830407000
- Дом № 16, литера А — доходный дом семьи Мерц. Проект здания разработал в 1875—1876 архитектор Иван Мерц. Из-за тяжёлой болезни и смерти завершить строительство он не смог, заканчивал работы зодчий Иероним Китнер[31]. Объект культурного наследия с 2021 года[32].
- Дом № 17, литера А — доходный дом И. А. Афанасьева, 1881 г., эклектика, архитектор А. В. Иванов[33].  7830409000
- Дом № 18 — доходный дом княгини О. П. Урусовой (1876, архитектор А. В. Иванов).
- Дом № 19 — доходный дом Г. И. Вельяшевой, 1878—1879, архитектор Н. Ф. Беккер.  7830411000
- Дом № 20 — большой меблированный дом «Пале-Ройяль», 1875—1876, архитектор А. В. Иванов[34].  7830412000
- «Пушкинский сквер» устроен домовладельцами в центре площади на месте пересечения с Лиговским переулком в 1881 году.
- Памятник А. С. Пушкину установлен в сквере в 1884 году (скульптор А. М. Опекушин).
- На фасадах домов установлены мемориальные доски заслуженному тренеру Кондрашину В. П., спортивному комментатору Набутову В. С., меценату, просветителю и педагогу Неболсину А. Г., драматической актрисе Стрепетовой П. А..
- Арт-центр «Пушкинская, 10», основанный в 1989 году, располагается в дальней части бывшего доходного дома А. П. Шувалова (дом 10 по Пушкинской ул.). Вход в арт-центр с Лиговского пр., 53.